# Пусковая петля

Пусковая петля (не масштабировано). Красная линия — сама движущаяся петля, голубые линии — стабилизационные тросы.

Пусковая петля или петля Лофстрома — опубликованный проект системы кабельного транспорта, предназначенного для вывода грузов на околоземную орбиту. В основе проекта лежит закольцованный шнур (петля), непрерывно движущийся с огромной скоростью (12—14 км/с) внутри вакуумной трубы. Чтобы шнур не соприкасался со стенками трубы, они разделены между собой магнитной подвеской, аналогично тому, как это сделано в магнитоплане. В целом это устройство представляет собой грандиозное сооружение длиной около 2000 км, а сама петля должна подниматься на высоту до 80 км и держаться на ней за счёт импульса вращающегося шнура. Вращение шнура по сути переносит вес всего сооружения на пару магнитных подшипников, которые его поддерживают, по одному на каждом конце.
Пусковая петля предназначена для неракетных запусков космических аппаратов массой до 5 тонн с использованием электромагнитного ускорения, как на околоземную орбиту, так и за её пределы. Разгон осуществляется на плоском участке кабеля, который находится за пределами плотной атмосферы.
Опубликованная смета расходов на работоспособную пусковую петлю оказалась значительно ниже, чем на космический лифт, при этом предлагаемая система имеет большую производительность запусков, более низкую себестоимость и такую же или даже более высокую грузоподъёмность (полезную нагрузку), чем аналог. В отличие от космического лифта, для неё не потребуется никаких разработок новых материалов.
Система спроектирована так, чтобы обеспечить запуски космических туристов, а также имеет целью освоение космоса и космическую колонизацию, обеспечивая относительно мягкий уровень перегрузки, равный 3g.

## История
Пусковая петля впервые описана Кейтом Лофстромом в ноябре 1981 г. в Форуме читателей американского Общества астронавтики и в августе 1982 г. в новостях Общества L5. Более детальная проработка идеи сделана Лофстромом в 1983—1985 гг.
В 1982 году Пол Бёрч опубликовал ряд статей в журнале Британского межпланетного общества, в которых описал орбитальные кольца, а также конструкцию, которую он назвал «системой частичных орбитальных колец» (СЧОК). В проработанной версии СЧОК орбитальные кольца упорядочены так, чтобы запускаемый объект ускорялся электромагнитным полем по траектории, подходящей для запуска людей в космос. Но если в орбитальном кольце используется сверхпроводящая магнитная левитация, то в пусковой петле применяется электромагнитное подвешивание.

## Описание

Ускорительная секция космической петли (возвратный кабель не показан).

Пусковая петля представляет собой конструкцию размером около 2000 км. Сама петля поднимается от поверхности земли до высоты 80 км, проходит на этой высоте 2000 км, снова опускается к поверхности земли, разворачивается и затем повторяет весь путь назад к исходной точке. Петля имеет форму трубки, полой внутри и называемой оболочкой. Внутри оболочки подвешена другая сплошная трубка, называемая ротором, который представляет собой шнур или цепь. Ротор сделан из железа и имеет диаметр примерно 5 см. Он движется по окружности внутри петли со скоростью 14 км/с.
Хотя петля очень длинная, примерно 4000 км, ротор сам по себе довольно тонкий, около 5 см в диаметре, а оболочка не намного большего размера. Ротор выполнен из ферромагнитного железа в виде шнура или трубки, с продольными компенсаторами примерно через каждый метр. Ротор отделяется от оболочки серво-стабилизирующими магнитными подшипниками. Оболочка герметичная, с поддержанием вакуума, чтобы свести к минимуму сопротивление, оказываемое на ротор.
В состоянии покоя петля будет находиться на уровне земли. Затем ротор начнёт ускоряться линейным двигателем, который будет потреблять несколько сот мегаватт мощности. При нарастании скорости ротор будет искривляться и приобретать форму дуги. Оболочка вынудит его принять форму кривой круче, чем баллистическая кривая. В свою очередь ротор будет передавать центробежную силу на оболочку, держа её в воздухе. Петля примет нужную форму и получит ограничение по максимальной высоте ≈80 км за счёт крепления кабеля к земле. При использовании генератора мощностью 300 МВт потребуется около двух месяцев для достижения полной скорости. После полной раскрутки ротор будет совершать один оборот примерно за пять минут.
После поднятия конструкции потребуется постоянное пополнение её энергии, чтобы компенсировать диссипацию энергии в магнитных подшипниках, для стабилизации структуры, а также для восполнения потерь из-за несовершенства вакуумной оболочки. На всё это потребуется около 200 МВт мощности, не считая дополнительной энергии для запуска космических транспортных средств.

### Запуск полезного груза
Чтобы произвести запуск, транспортное средство поднимают на «лифтовом кабеле», который свисает с западной погрузочной станции с высоты 80 км, и размещают на направляющих рельсах разгонного участка. Разгонный блок создаёт магнитное поле, благодаря которому в быстро движущемся роторе возникают вихревые токи. Они-то и поднимают полезный груз над кабелем и толкают его вперёд с ускорением 3g (30 м/с²). Полезный груз разгоняется ротором до тех пор, пока не достигнет необходимой орбитальной скорости, после чего он покидает разгонный участок.
Если необходима стабильная или круговая орбита, то в момент достижения полезным грузом самой верхней точки траектории нужно включить бортовой ракетный двигатель («ускоритель») или другое средство, необходимое для направления траектории на соответствующую орбиту вокруг Земли.
Метод вихревых токов является компактным, лёгким и мощным, но неэффективным. При каждом запуске из-за рассеивания мощности температура ротора повышается на 80 градусов. Если запускаемые грузы расположены слишком близко друг к другу, температура ротора может приблизиться к 770 °C (1043 K), после чего материал ротора потеряет ферромагнитные свойства, и его герметичность будет нарушена.

### Возможности запуска и производительность
Орбиты с перигеем 80 км нестабильны из-за аэродинамического торможения (космический аппарат быстро теряет высоту и падает на Землю), но, в дополнение к таким орбитам, пусковая петля сама по себе способна непосредственно забрасывать полезные грузы на орбиты, требующие скорости выше скорости убегания, совершать гравитационный манёвр вокруг Луны и попадать на другие удалённые орбиты, в том числе ближайшие к троянским точкам.
Чтобы обеспечить запуск на круговые орбиты из пусковой петли, потребуется относительно небольшой ускорительный двигатель, который будет включаться в точке апогея и корректировать орбиту. Для попадания на геосинхронную орбиту (ГСО) необходимо будет увеличить скорость на величину около 1,6 км/с, а для достижения низкой орбиты (НО) на высоте 500 км потребуется добавка к скорости всего 120 м/с. Обычные ракеты требуют добавки к скорости примерно 10 и 14 км/с для достижения НО и ГСО, соответственно.
Пусковая петля конструкции Лофстрома находится близко к экватору и может обеспечить запуск только на экваториальные орбиты. Однако, могут быть достигнуты и другие орбитальные плоскости с помощью разворота на высоте, лунного возмущения или с помощью аэродинамических методов.
Максимальный темп запусков пусковой петли составляет около 80 за час, и ограничивается в конечном счёте температурой и временем охлаждения ротора, но для этого потребуется мощность порядка 17 ГВт. Более скромная мощность в 500 МВт будет достаточной для 35 пусков в сутки.

### Экономика
Чтобы пусковая петля была экономически целесообразной, требуется появление клиентов с достаточно большими требованиями по грузоподъёмности запусков.
По оценкам Лофстрома, чтобы первоначальная стоимость петли, составляющая около $10 млрд, окупилась в течение одного года, потребуется запускать 40 тыс. тонн грузов в год, при этом стоимость вывода на орбиту будет около $300/кг. Если первоначальные вложения увеличить до $30 млрд (для построения более мощной петли), петля сможет запускать 6 млн тонн грузов в год, и, с учетом пятилетнего срока окупаемости, стоимость вывода в космос может составить менее $3/кг.

## Сравнение

### Преимущества
Ожидается, что пусковая петля сможет обеспечить высокий темп запусков (несколько пусков за час, вне зависимости от погоды), и эта система практически не будет загрязнять окружающую среду. При ракетном запуске образуются загрязнения в виде нитратов из-за высокой температуры выхлопных газов, и в зависимости от вида топлива могут выделяться парниковые газы. Пусковая петля, как разновидность электрической силовой установки, является экологически чистой, она может работать от любого источника энергии: геотермального, ядерного, солнечного, ветрового или любого другого, даже непостоянного типа, так как система имеет огромный встроенный накопитель энергии.
В отличие от космического лифта, который должен проходить через радиационный пояс в течение нескольких дней, пассажиры пусковой петли могут быть запущены на низкую околоземную орбиту, которая ниже радиационного пояса, или же пройти через него за несколько часов. Эта ситуация аналогична той, с которой сталкиваются астронавты Аполлона, для которых дозы радиации в 200 раз ниже, чем может дать космический лифт.
В отличие от космического лифта, который подвержен риску столкновения с космическим мусором и метеоритами по всей его длине, пусковая петля располагается на высотах, где орбиты нестабильны из-за сопротивления воздуха. Космический мусор там долго не сохраняется, шанс столкновения его с установкой довольно мал. В то время как период существования космического лифта составляет порядка нескольких лет, повреждения или разрушения пусковой петли могут случиться сравнительно редко. Кроме того, пусковая петля сама по себе не является значительным источником космического мусора, даже в случае аварии. Все её возможные обломки будут иметь перигей, пересекающийся с атмосферой, либо их скорости будут ниже первой космической.
Пусковая петля ориентирована на перевозки людей, потому что в ней максимальное ускорение 3g является безопасным, подавляющее большинство людей способны его выдержать. Кроме того, она даёт гораздо более быстрый способ достижения космического пространства, чем космический лифт.
Пусковая петля будет работать тихо, в отличие от ракет она не будет оказывать никакого шумового воздействия.
Наконец, низкая стоимость вывода на орбиту полезной нагрузки делает её пригодной для крупномасштабного коммерческого космического туризма и даже колонизации космоса.

### Трудности
Раскрученная петля будет запасать огромное количество кинетической энергии. Поскольку система магнитной подвески будет обладать большой избыточностью, сбой на небольшом участке не повлияет на работоспособность системы. Но если случится значительное разрушение конструкции, произойдёт выделение всей запасённой энергии (1.5×1015 джоулей или 1,5 петаджоуля), которая эквивалентна взрыву атомной бомбы, мощностью 350 килотонн в тротиловом эквиваленте (правда, без излучения радиации). Хотя это огромное количество энергии, маловероятно, что произойдёт уничтожение всей конструкции из-за очень больших её размеров, а также потому что при обнаружении неисправности большая часть энергии будет направлена в специально предусмотренное место. Возможно, придётся принять меры для снижения кабеля с высоты 80 км с минимальным ущербом, например, предусмотреть парашюты. Поэтому для обеспечения безопасности и по астродинамическим причинам, пусковую петлю нужно будет устанавливать над океаном в районе экватора, вдали от населённых пунктов.
Опубликованный проект пусковой петли требует электронное управление магнитной левитацией для сведения к минимуму рассеиваемой мощности и стабилизации затуханий кабеля, вызванных другими причинами. Неустойчивость будет возникать в первую очередь в поворотных секциях, а также в кабеле.
Поворотные секции потенциально неустойчивы, поскольку движение ротора по направлению от магнитов приводит к уменьшению магнитного притяжения, тогда как движение в сторону магнитов создаёт повышение притяжения. В любом случае возникает неустойчивость. Эта проблема решается с помощью систем сервоуправления, которые управляют силой магнитов. Хотя надежность сервоприводов на высокой скорости вращения ротора является предметом исследования, для сдерживания ротора в случае сбоя системы будет потеряно очень много последовательных секций сервоприводов.
Секции кабеля также разделят эту потенциальную участь, хотя силы здесь намного меньше. Однако, существует ещё одна потенциальная нестабильность, заключающаяся в том, что кабель/оболочка/ротор может подвергнуться меандрированию (как цепь Лариата), причём, амплитуда колебаний этого процесса может нарастать без ограничений (резонанс). Лофстром считает, что этой неустойчивостью также можно управлять в режиме реального времени с помощью сервомеханизмов, хотя пока что никто этого не делал.
Для поддержания вакуума в системе на приемлемом уровне, понадобится множество равномерно распределённых по длине вакуумных насосов (т.е. и на высоте 80 километров тоже) постоянно работающих на откачку, для компенсации натекания.
Сложности представляет получение необходимой электрической мощности посреди океана.
Александр Болонкин отмечал множество технических проблем в проекте Лофстрома. В частности, в стыках расширения между полутораметровыми стальными пластинами возможно  заклинивание, также велики силы трения при радиусе разворота 28 км[значимость факта?].